# Nový Dům
Obec Nový Dům (německy Neuhaus) se nachází v okrese Rakovník, kraj Středočeský, zhruba 7 km východně od Rakovníka, uprostřed lesů CHKO Křivoklátsko západně od Lánské obory. Žije zde 178 obyvatel.

## Historie

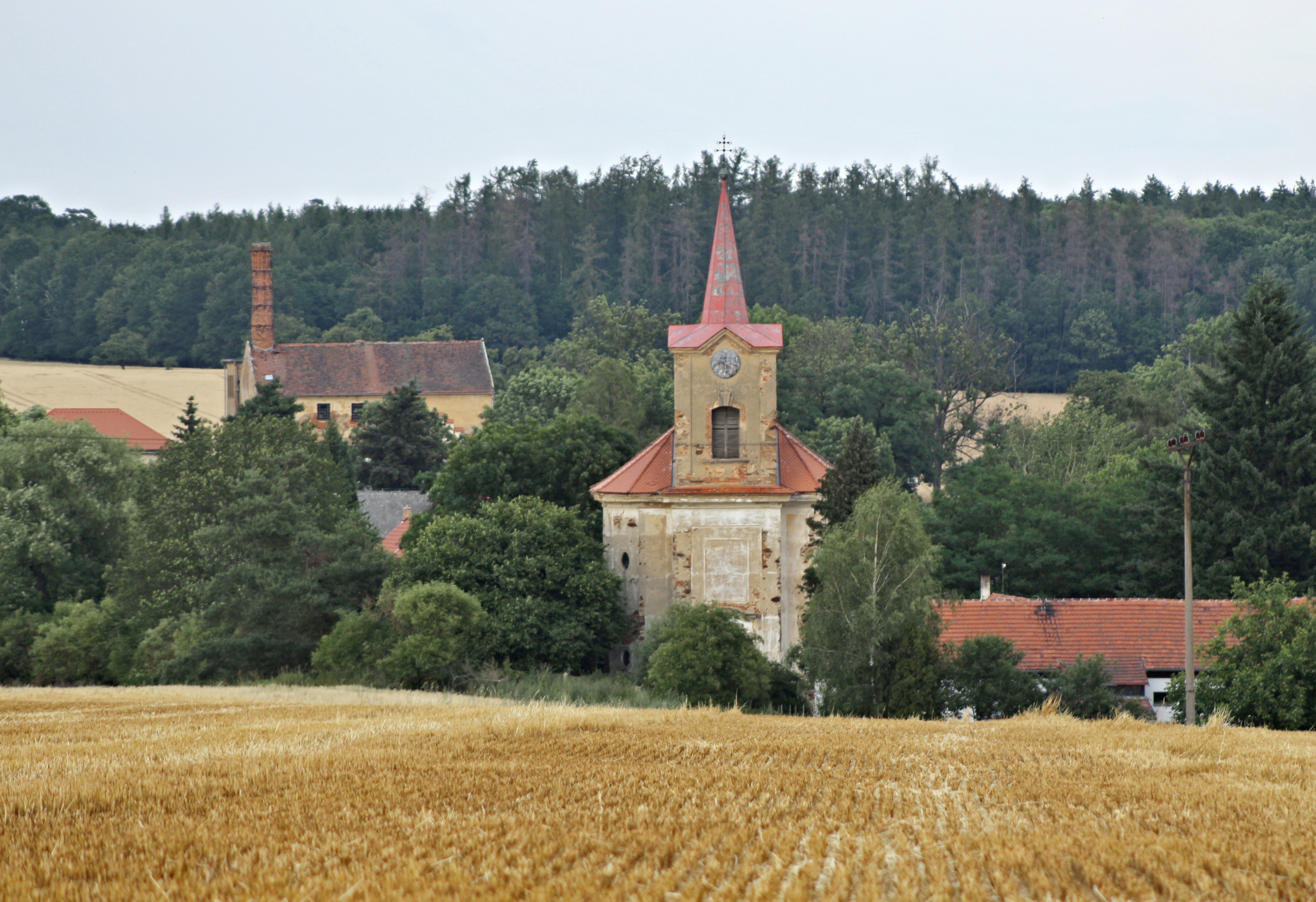
Panorama obce s kostelem

První písemná zmínka o vsi pochází z roku 1657.
Osady Pustověty a Nový Dům se roku 1950 oddělily z tehdejší obce Ryšín jako nové obce.

### Územněsprávní začlenění
Dějiny územněsprávního začleňování zahrnují období od roku 1850 do současnosti. V chronologickém přehledu je uvedena územně administrativní příslušnost obce v roce, kdy ke změně došlo:
- 1850 země česká, kraj Praha, politický okres Rakovník, soudní okres Křivoklát[5]
- 1855 země česká, kraj Praha, soudní okres Křivoklát
- 1868 země česká, politický okres Rakovník, soudní okres Křivoklát
- 1939 země česká, Oberlandrat Kladno, politický okres Rakovník, soudní okres Křivoklát[6]
- 1942 země česká, Oberlandrat Praha, politický okres Rakovník, soudní okres Křivoklát[7]
- 1945 země česká, správní okres Rakovník, soudní okres Křivoklát[8]
- 1949 Pražský kraj, okres Rakovník[9]
- 1960 Středočeský kraj, okres Rakovník
- 2003 Středočeský kraj, obec s rozšířenou působností Rakovník

## Pamětihodnosti

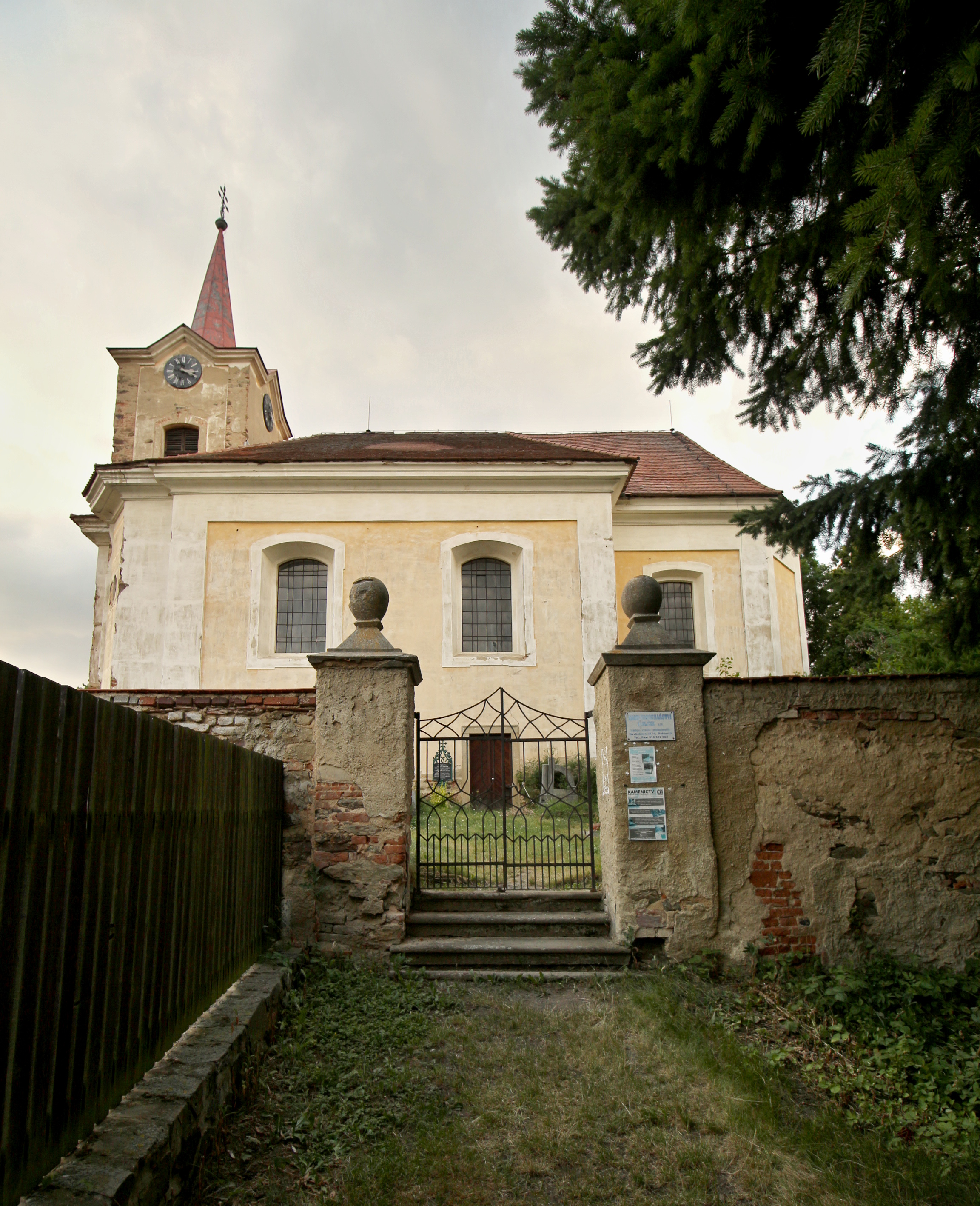
Kostel sv. Máří Magdaleny

- Kostel svaté Maří Magdaleny architekta Františka Ignáce Préeho
- Socha svatého Jana Nepomuckého na jihovýchod ze vsi

## Doprava
Dopravní síť
- Pozemní komunikace – Do obce vedou silnice III. třídy.
- Železnice – Železniční trať ani stanice na území obce nejsou.

Veřejná doprava 2011
- Autobusová doprava – V obci zastavovaly v pracovních dnech 4 spoje, o víkendech 1 spoj.